# Josefina Gómez Toldrá
Josefina Gómez Toldrà (Barcelona, 1933 - Granollers, 6 de setembre de 2020) fou una pianista catalana.
Inicià els seus estudis al Conservatori de Barcelona per ampliar-los a Madrid. Posteriorment es traslladà a Bozen (Tirol del Sud) per a continuar estudis i també a Arezzo, Viena i Roma. Va tenir com a mestres a Benedetti Michelangeli, Seidlhofer i Carlo Zecchi, el qual més tard se l'emportà com auxiliar a l'Acadèmia de Santa Cecília de Roma. Va donar concerts arreu d'Europa i Centre-Amèrica.
Va ser, a més, autora d'alguns llibres sobre gossos, sent criadora de gossos, jutge internacional de bellesa de la Reial Societat Canina Espanyola i presidenta d'honor del Collie Club d'Espanya.